# Revolución de las Lanzas
La Revolución de las Lanzas fue un movimiento armado conducido por Timoteo Aparicio —caudillo del Partido Nacional y exoficial del ejército— que se desarrolló en Uruguay entre 1870 y 1872 y culminó con el primer acuerdo de coparticipación en el poder de los partidos tradicionales. Su nombre, se debe a que fue el último conflicto militar acaecido en Uruguay en el cual se utilizó esta arma, la lanza de tacuara, como arma fundamental para librar las batallas.

## Causas
Los tiempos de la dictadura de Venancio Flores, desde que llegó al poder en 1865 hasta 1868,fueron tiempos de muertes y persecuciones a los elementos que se los llamaba por entonces, despectivamente, “blanquillos” (del Partido Blanco). En 1868, se produjo el fracasado intento revolucionario de Bernardo Prudencio Berro, conocido como “El día de los Cuchillos Largos”, que trajo como secuela los asesinatos del expresidente y líder del Partido Blanco, el mismo Bernardo Prudencio Berro y del líder del Partido Colorado, Venancio Flores, cometidos ambos, por distintos hombres, un mismo 19 de enero.
Desalojados del poder por la fuerza y mediante la intervención de las armas extranjeras, perseguidos, expuestos a sufrir duras violencias en sus bienes y en sus personas, los blancos emigraron. El litoral argentino —Santa Fe, Corrientes, Entre Ríos— albergó y dio refugio a cerca de 25.000 orientales que escaparon del régimen dictatorial del Partido Colorado.
En marzo de 1868 fue elegido como VII Presidente Constitucional de la República el General Lorenzo Batlle, quien formó un ministerio en el cual pretendió incluir a todas las tendencias en que se dividía el Partido Colorado. Era el suyo un intento de devolverle la unidad perdida al coloradismo que, por la muerte de Venancio Flores, se había fraccionado en pequeños grupos reunidos en torno a numerosos caudillos locales existentes. Gregorio Suárez, Máximo Pérez, Francisco Caraballo, Nicasio Borges, todos hombres de prensa y dominando cada uno un departamento, hacían ilusoria la autoridad del poder central.
Sea o no cierta la frase que se le atribuye de gobernar: "Con mi partido, y para mi partido", es innegable que Lorenzo Batlle no supo o no pudo sustraerse de los exclusivismos de la época y que bajo su gobierno el Partido Blanco siguió siendo objeto de persecuciones, sobre todo en la campaña, donde los jefes políticos, los comandantes militares y los caudillos locales campeaban sin restricción por sus fueros, enarbolando la divisa roja (divisa del Partido Colorado).
Despojados inadecuamente del poder; excluidos sin contemplaciones de los cargos públicos; obligados con riesgo de muerte a exiliarse en la Argentina, los blancos comprendieron que la única forma de volver a su país, no ya a recobrar el poder, sino a reconquistar el derecho de vivir en ella en paz y tranquilidad, era la de la violencia, la del levantamiento armado.

## Inicios

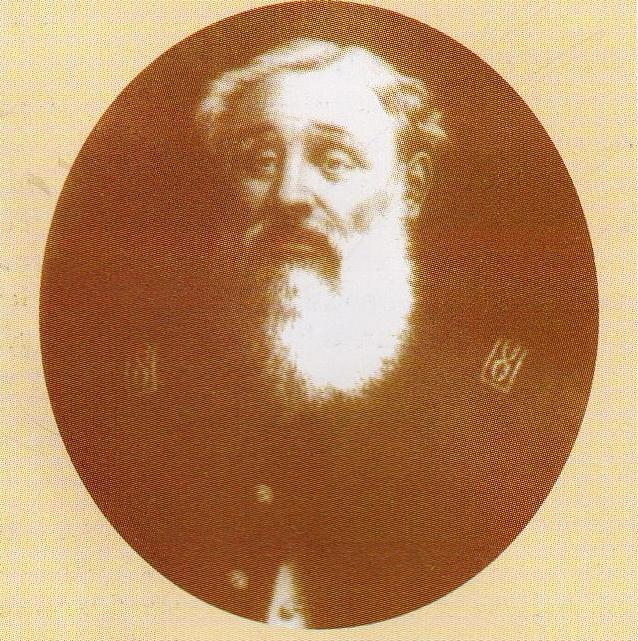
Timoteo Aparicio.

Una vez planteada la eventual contienda, los nacionalistas se dividieron en dos grandes tendencias, vinculándose con sendos caudillos, sobre quién sería la persona idónea para conducir la revuelta. Una de ellas eligió al coronel Timoteo Aparicio, a quien apoyaba principalmente el elemento intelectualista y urbano del Partido Nacional. Dicho coronel, poseía una gran experiencia en el campo de batalla, ya que era un veterano de la Cruzada Libertadora de 1863, donde combatió a Venancio Flores, además de combatir a Fructuoso Rivera en su sublevación de 1836 bajo las filas de Manuel Oribe, entre muchas otras contiendas. Aparicio era partidario de una postura riesgosa y belicista, impulsando una inmediata invasión al país desde Argentina.
La otra gran facción estaba compuesta por los antiguos e históricos líderes blancos, así como de jóvenes tradicionalistas provenientes del medio rural, quienes encontraron en Anacleto Medina a su líder ideal para conducir la complicada y riesgosa empresa que estaban por iniciar. Consciente de ello, Medina, a diferencia de Aparicio, adoptó una postura mucho más cautelosa. Sin embargo experiencia no le faltaba; en un comienzo colorado de los tiempos de las divisas, Medina combatió en las luchas por la independencia de Uruguay, así como en algunos combates por la independencia de Chile, y combatió al lado del prócer oriental José Gervasio Artigas bajo el mando de Francisco Ramírez, cuando poseía buenas relaciones con el Jefe de los Orientales. Se cambió de bando hacia 1858, cuando se manifestó totalmente en contra de la sublevación de aquel año comandada por César Díaz (Hecatombe de Quinteros).
Las circunstancias se mostraban propicias para la revolución. El partido de gobierno estaba en un estado caótico y la autoridad del presidente Batlle tenía efectividad tan sólo en Montevideo; fuera de la capital imperaban los caudillos locales, cada uno dueño y señor de su departamento.
Los preparativos para la revolución, parecían presentar problemas también en el suelo argentino. A fines de 1868 Domingo Faustino Sarmiento fue elegido presidente de Argentina e instauró una política hostil hacia los emigrados uruguayos, no sólo porque le creaban problemas diplomáticos, sino porque temía que dieran apoyo a caudillos levantiscos de Entre Ríos y Corrientes. Entonces la acción conspirativa se centró en Entre Ríos, donde el caudillo federal Justo José de Urquiza se mostraba más tolerante.
Al año siguiente se constituyó en Buenos Aires un Comité de Guerra con la finalidad de obtener recursos para la revolución blanca. Ese Comité, que estaba presidido por Eustaquio Tomé y del cual formaban parte Agustín de Vedia, Francisco García Cortinas, Darío Brito del Pino y Martín Aguirre, no tuvo mayor éxito en sus gestiones pues los hombres que, poseían más dinero negaron a contribuir. Debido a las condiciones económicas adversas que estaba atravesando Uruguay en aquella época (en parte debido al crac bursátil de Londres) los resultados fueron decepcionantes.

## Proclama
El 4 de marzo de 1870, en la ciudad de Concordia, los conjurados firmaron la llamada Acta de Compromiso, en la que acordaban la iniciación del movimiento armado. En dicha acta se reconocían como jefe y segundo comandante del «Ejército de Reacción» a los coroneles Timoteo Aparicio e Inocencio Benítez. Al otro día, 5 de marzo, cuarenta revolucionarios cruzaron el río Uruguay un poco al sur de la desembocadura del río Arapey; de inmediato Aparicio emitió una proclama que comenzó a circular por todo el país en la que justifica el movimiento y establecía sus objetivos: 

Compatriotas: Después de cinco años de persecuciones, de ostracismo, de martirios, tomamos las armas respondiendo a vuestros votos inspirados por el sufrimiento de la patria.
Lícito es el olvido de los intereses y de los agravios personales, mas no el de los supremos intereses del suelo en el que vimos la luz. Expoliaciones, asesinatos, la privación total de todos los derechos, tales son los dones que se han prodigado a todos los hombres de corazón, a todos los buenos patriotas desde el infausto día que la traición pusiera a la República el yugo de su horrenda dominación (…) ¡Ay de los vencidos! exclamaban de un confín a otro de la República cada cuadillejo oscuro, cada presidiario transformado, llevando escrito en su divisa roja la absolución anticipada de todos sus desmanes. Por eso 25.000 orientales están fuera de su patria, por eso las poblaciones antes prósperas, florecientes, languidecen hoy en el silencio de los desiertos. (…) En nuestras frentes va una divisa con los colores de la Patria, azul y blanco como la bandera común, en símbolo de que por la Patria luchamos y no por mezquinos intereses personales. (…) Ninguno de nosotros aspira al mando. Es país decidirá quien deba gobernar, y con su buen sentido sabrá elegir los que sean aptos por su ilustración y patriotismo, para arrancar los males cruentos y arraigados que lo aquejan, y garantirle el provenir días más venturosos que los pasados. (…) El Dios de las batallas ha de acompañar a los que combaten por la buena causa, y el espontáneo concurso de todos los patriotas engrosara nuestras filas hasta hacerlas invencibles por el número cuanto lo son ya por entusiasmo y por justicia.
Independencia y Libertad, Timoteo Aparicio, marzo de 1870. 

En conclusión, la proclama de Timoteo Aparicio, dejaba en claro, los objetivos de su revolución armada; devolver a todos los ciudadanos, sin distinción de partidos, derecho a elegir sus gobernantes en un clima de respeto a las garantías constitucionales.  
"Cinco años de persecuciones, ostracismos y martirios (…), expoliaciones, asesinatos, privación total de todos los derechos", afirmaba que el objetivo del movimiento no era la toma del poder, sino la creación de garantías políticas para todos los ciudadanos. De esa forma "El país decidirá quién debe gobernar, y con su buen sentido sabrá elegir los que sean aptos por su ilustración y patriotismo. Este ideal de Aparicio recién cobraría realidad en la reforma constitucional de 1918 – 1919, donde se elimina el sistema de elecciones indirectas, que tantos fraudes había causado al sistema electoral uruguayo de la época. La "patriada" no se consideraba obra de los blancos, sino de "Todos los que combaten por una buena causa".
Junto a los soldados iba un núcleo de intelectuales, que redactaban las proclamas (se supone que Timoteo Aparicio era prácticamente analfabeto); tres de ellos llevaban una imprenta portátil con la que editaban panfletos y periódicos revolucionarios; ellos eran Agustín de Vedia, Tomas de Acha y el doctor Francisco Lavandeira.

## Acciones bélicas
En la madrugada del 5 de marzo, luego de hacer la proclama, los revolucionarios cruzaron el río Uruguay hacia el departamento de Salto. El primer grupo revolucionario formado por Timoteo Aparicio contaba únicamente con 44 hombres, y llevaban un paupérrimo armamento: cinco fusiles, algunas pistolas y lanzas. Anacleto Medina, líder de la otra facción revolucionaria, participó en la rebelión de Ricardo López Jordán y sólo se sumó al movimiento oriental en agosto de 1870. Aparicio y un puñado de hombres mal armados recorrieron el centro del país de oeste a este.
El 10 de agosto, cinco meses más tarde, cruzó el río Uruguay y desembarcó en la playa de la Agraciada el general Anacleto Medina, quien de inmediato unió sus fuerzas con 800 hombres provenientes de San José y 400 de Mercedes. El manifiesto emitido por Medina tenía las mismas características que el de Aparicio, pero insistía más en el carácter nacional, supra partidista, del movimiento:

La bandera que levantamos es la bandera de la Patria, bajo cuya sombra caben todos los orientales. La divisa tiene los colores purísimos de esa misma bandera y nuestro partido es el gran Partido Nacional, formado por todos los buenos orientales.

Con Medina iban algunos destacados jefes blancos, como el general Lesmes de Basterrica y el coronel Federico Aberasturi, ambos supervivientes de la Defensa de Paysandú. Procuraron de inmediato unirse a Aparicio, cuyas fuerzas, entretanto, habían aumentado extraordinariamente. Los antiguos caudillos blancos se levantaron como un solo hombre (lo que no habían hecho  para defender al gobierno de Bernardo Prudencio Berro) y engrosaron las filas revolucionarias Ángel y Justino Muniz (el que luego sería acérrimo enemigo de Aparicio Saravia), de Cerro Largo, José María Pampillón, de San José, Juan Blas Coronel y muchos otros. Belisario Estorba, otro de los defensores de Paysandú, se incorporó en julio al frente de un puñado de guerrilleros. Más tarde llegaron Juan P. Salvañach, que tenía 50 carabinas Rémington y 4 piezas de artillería, y José Visillac.
Los hechos de armas se precipitaron. En agosto de 1870 las fuerzas revolucionarias tomaron la ciudad de Mercedes; el 6 de septiembre Timoteo Aparicio sitió la ciudad de Montevideo seis días después (el 12 de septiembre) Anacleto Medina sumó sus 1.400 hombres a las fuerzas de Aparicio, que entonces totalizaron unos 4.000; ese día los rebeldes triunfaron ante Gregorio Suárez en el primer encuentro de la guerra civil, la Batalla de Paso Severino. El 29 de septiembre, en el paraje de Corralito, departamento de Soriano, volvieron a triunfar los blancos sobre el ejército que comandaba Francisco Caraballo, en lo que posteriormente sería nombrado como la Batalla de Corralito. Después de este combate Caraballo y Aparicio tuvieron una entrevista, junto a otros jefes, en la que intentaron un armisticio (“Ahora mismo me arranco esta divisa si es obstáculo para la unión”, dijo el caudillo blanco a su adversario) que no pudo concretarse. Después se incorporaron Agustín de Vedia y Francisco Lavandeira, quienes, con una imprenta, iniciaron la edición de una hoja de propaganda titulada La Revolución.
Las sucesivas victorias de Severino y Corralito dejaron al gobierno en difícil situación, mientras las tropas revolucionarias seguían creciendo y recibiendo voluntarios (los jóvenes, estaba Aparicio Saravia entre ellos). Y el 26 de octubre los rebeldes rodearon y sitiaron Montevideo por segunda vez con un ejército de alrededor de 5.000 hombres, y luego de dos meses se apoderaron de la Fortaleza del Cerro el 29 de noviembre, en lo que sería llamado como la “Toma de la Fortaleza del Cerro”. Ese mismo día el propio presidente Batlle hizo una salida al frente de 3.000 hombres y se libró, el llamado Combate de la Unión en el cual la contraofensiva del ejército sitiado terminó sin un vencedor claro. El presidente Batlle expresaría luego del combate: “sólo encontró en el primer momento gente suelta, sin organización de ninguna especie, en su mayor parte juventud de Montevideo, que lo recibió dignamente, sin embargo””.

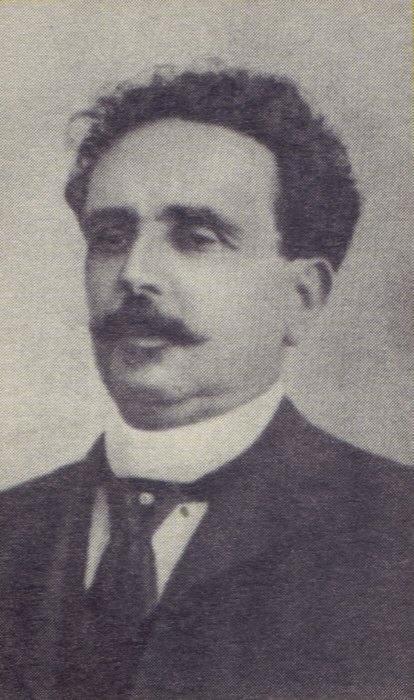
Aparicio Saravia, futuro caudillo del Partido Nacional, fue voluntario en la Revolución de las Lanzas.

Durante ese sitio, que se extendió hasta el 16 de diciembre, se incorporaron muchos jóvenes, como Eduardo Acevedo Díaz, de 19 años, junto a su hermano Antonio. De su pluma salieron las más dramáticas páginas escritas sobre la guerra civil. Luego del sitio, se retiró al interior del país para intentar librar un encuentro decisivo contra las fuerzas gubernistas. 

A los diecinueve años de edad, siendo estudiante de derecho, abandonando mi carrera y mi provenir, concurrí como soldado a la gran reacción de 1870. Tú no estabas allí, y pudiste estarlo.

Estas enormes movilizaciones fueron las últimas en que la lanza fue principal protagonista, ya no eran aquellos escasos 2.000 hombres seguidos de 5.000 caballos sin jinetes que se habían visto correr los campos en la revolución de Flores. Eran ahora más de 8.000 jinetes armados en gran parte a lanza.

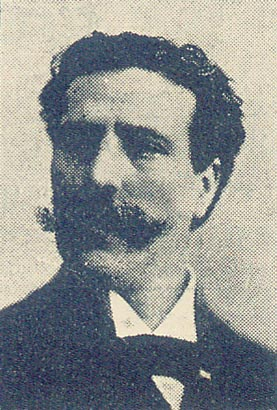
Eduardo Acevedo Díaz se sumó con 20 años a las filas revolucionarias.

Aparicio —mulato y analfabeto— era despreciado en ciertos círculos montevideanos y llamado por la prensa gubernista como el "Caudillo oscuro, literal y metafóricamente hablando". El sitio de Montevideo duró hasta el 16 de diciembre, día en que Aparicio debió levantarlo para ir al encuentro de un ejército gubernista que al mando de Gregorio Suárez avanzaba desde el norte en auxilio de la capital, enterados de que el general Suárez se aproximaba por su retaguardia, planeaba rodearlo ya que estaba estacionado en el arroyo Solís Grande. Lo sorprendió allí, y esperaba destrozarlo al día siguiente, pues tenía fuerzas superiores. Pero Suárez, en lo que se considera una hazaña militar, escapó por la noche del cerco de sus enemigos, pasando sigilosamente al lado mismo de los revolucionarios, y ganó campo abierto para marchar hacia Montevideo. Lo cierto es que a partir de ese momento la suerte de la guerra cambió: el 25 de diciembre de 1870 Suárez derrotó a Aparicio en la Batalla del Sauce en el departamento de Canelones. La mortandad no se dio solo en el combate: Suárez ordenó, después de la batalla que todos los prisioneros y heridos fueran degollados, se cree que en un número cercano a los 600. Obligó así a los revolucionarios blancos a marchar hacia el Norte, instalándose en Durazno. (según Alfredo Castellanos fue "la más sangrienta de todas las pasadas y futuras guerras civiles"). Esta crueldad fue una de las razones por las cuales el presidente Lorenzo Batlle sustituyó a Suárez en la jefatura de las fuerzas gubernistas por el general Enrique Castro.
Bastante tiempo les llevó a los jefes revolucionarios rearmar sus fuerzas después de la derrota de Sauce, en los meses siguientes. Aparicio se mantuvo en el norte del país huyendo de la persecución de sus enemigos y pasando ocasionalmente la frontera brasileña para obligar al gobierno a pactar. La revolución llevaba ya más de un año y no tenía miras de resolverse, lo que perjudicaba directamente que la totalidad de la economía uruguaya, y en especial a los productores rurales, que comenzaron a presionar al gobierno para que se llegara a un acuerdo. Batlle se mostró intransigente, y pese a que los propios oficiales de sus tropas se pronunciaban en algunos casos por la paz (en Mansavillagra el blanco Ángel Muñiz y el colorado Nicasio Borges dialogaron y terminaron en los abrazos), no se logró ese objetivo.
En marzo de 1871 cerraba el diario La Revolución, dejando evocadas en sus últimas páginas, el ánimo y la moral, no solo del diario, sino de los beligerantes y de la totalidad de la población en general.

La Revolución deja de aparecer desde hoy. Graves consideraciones nos inducen a poner un término a la propaganda que hemos iniciado en el campo de la revolución desde hace cerca de medio año (…) No son un misterio para nuestros amigos ni para los Jefes de la Revolución las causas que motivan la suspensión de nuestro periódico y nuestro alejamiento del campo de la lucha (…) Cabemos la satisfacción de no haber ido a beber inspiraciones en la fuerte impura de los odios de partido (…) Nuestra primera, como nuestra última palabra, ha sido de tolerancia y de paz (…) En el triunfó de los principios proclamados por la revolución veíamos la realización de nuestras máscaras y ardientes aspiraciones. Y hemos sostenido esa bandera, ofreciendo a la revolución el concurso de nuestra inteligencia, sin que hayamos pactado una sola vez con las preocupaciones de bando o con los odios inveterados del pasado (…) La prolongación de la lucha, ha truncado nuestras legítimas esperanzas retardando la realización del programa salvador proclamando por la revolución e imponiendo a la patria nuevos y cuantiosos sacrificios de sangre (…) En esta situación hemos levantado nuestra voz para expresar el sentimiento y la inspiración que rebozan en el corazón de todos los buenos orientales —la aspiración de paz—  como emanación de la libertad y de justicia….

Por fin, el 17 de junio de 1871 se produjo el encuentro que ambos bandos habían eludido hasta ese momento: la Batalla de Manantiales, en el Departamento de Colonia. Las fuerzas del gobierno, conducidas por Enrique Castro, derrotaron completamente a los revolucionarios. Anacleto Medina, con 83 años y que no estaba de acuerdo con presentar combate (“General Aparicio, ésta es la última vez que peleó a sus órdenes”) fue lanceado hasta morir y su cadáver fue vejado. Aparicio continuó recorriendo el interior del país frente de 5.000 hombres. Las presiones por la paz, encabezadas por comerciantes, hacendados y banqueros, comenzaron a mellar la voluntad del gobierno.

Duermen tendidos sobre los campos seis mil combatientes, y duermen con el sueño de sus ambiciones sombrías, de sus glorias excelsas, de sus esperanzas sublimes. Miradlos: duermen sobre la yerba de los campos, serenos y tranquilos, con la calma del valiente, con la sonrisa amarga del que mucho ha sufrido y mucho ha esperado. La espada al costado, la lanza en la cabecera, el fusil al brazo, la mano bajo la cabeza tan llena de fiebre, tan fogosa y delirante. No hay dudas; es la raza de Artigas, la raza que sucumbiera heroica en los valles del Catalán y renaciera soberbia en Sarandí.
Eduardo Acevedo Díaz, crónica publicada en el diario El Siglo de Montevideo, el 23 de junio de 1871.”

La derrota de Manantiales no extinguió el movimiento revolucionario sobre el territorio oriental. Se seguían suscitando diversos combates en múltiples lugares, muriendo el coronel Gil Aguirre, en el Combate de Paso de los Loros de Arroyo Grande, el 29 de octubre de 1871, y a pesar de que los revolucionarios, lograron neutralizar a un importante líder gubernista, en dicho combate, no representó un avance significativo para la causa revolucionaria. La paz que representaba una necesidad económica y social, se concretó poco tiempo después.

## Conversaciones de paz

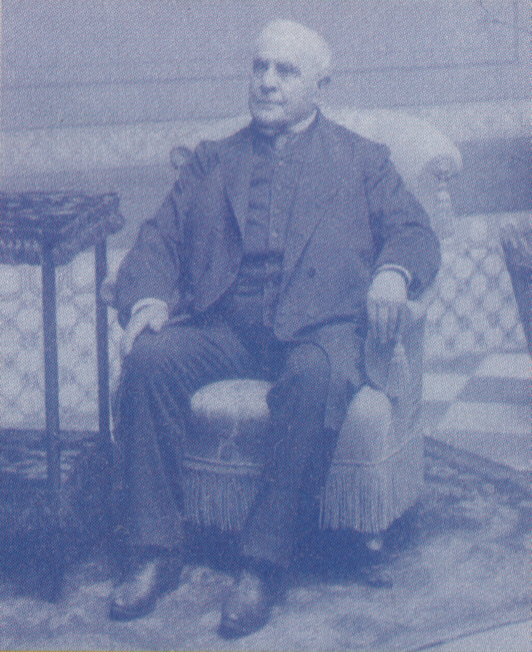
Tomás Gomensoro.

En noviembre de 1871 las conversaciones se reanudaron con mediación del gobierno argentino. José Pedro Ramírez, Lino Herrosa y Carlos Genaro Reyles, en representación del gobierno, dialogaron con Ángel Muniz. Más tarde, en Buenos Aires, Andrés Lamas negoció en nombre del gobierno —a través del ministro argentino de Relaciones Exteriores, Carlos Tejedor— con Cándido Juanicó, José Vázquez Sagastume, Estanislao Camino y Juan Salvañach. El 5 de enero de 1872 se acordó una paz sobre la base de una amnistía general, elecciones con garantías de limpieza y la provisión de jefes políticos en seis de los entonces trece departamentos “Con ciudadanos que por su moderación y demás cualidades personales ofrezcan a todos las más serias y eficaces garantías”. Después de numerosas idas y venidas por cuestiones de detalle, Aparicio firmó el 22 de febrero el acuerdo; pero entonces el gobierno declaró que Andrés Lamas había “Ultrapasado sus atribuciones”, lo destituyó y anuló el pacto. El 1 de marzo de 1872 terminó el mandato presidencial de Lorenzo Batlle, quien fue sustituido interinamente por el presidente del senado, Tomás Gomensoro. Éste reanudó las conversaciones con los sublevados y el 6 de abril de 1872 se firmó en Montevideo la llamada Paz de abril, en la que, sobre el acuerdo básico de enero, el gobierno concedió verbalmente a los blancos la Jefatura Política de cuatro departamentos: Cerro Largo (que incluía parte de Treinta y Tres), Florida, Canelones y San José (que incluía el de Flores).

## Consecuencias
La denominada Revolución de las Lanzas culminó con un sangriento e ininterrumpido ciclo de guerras civiles que había comenzado prácticamente después de resuelta la Independencia de Uruguay, en 1830. Los llamados Gobiernos de Divisa, versiones primitivas de los actuales partidos Nacional y Colorado, cesaron por un tiempo la era homónima y abrió un sistema que demostró –al menos por un tiempo– cierta madurez política, ya que se dividió el poder entre las dos grandes corrientes tradicionales.
Los horrores vividos impulsaron, en los círculos intelectualistas montevideanos, una poderosa corriente pacifista, adversa a los caudillos rurales –a quienes consideraban dignos representantes de la barbarie e ignorancia humanas– y a su influencia, llamada y conocida como Principismo; nació así el Partido Constitucional, de corta vida y escasa convocatoria electoral, pero gravitante importancia. A su vez, los caudillos y demás habitantes del medio rural, pretendían por la vía armada integrarse como parte de un Uruguay que progresaba y desarrollaba rápidamente; ya que como consecuencia de ello, el país comenzaba un proceso de urbanización acelerada que polarizó a todo un país en dos grandes medios: el rural y el urbano, y en donde los líderes de ambos medios pretendían hacerse del poder ya que encarnaban dos visiones completamente opuestas del Uruguay. La visión europeizada encarnada por los “doctores” montevideanos, y la visión romántica y folclórica típica de los caudillos rurales.
A partir de 1875 comenzaría el largo ciclo del Militarismo, establecido por muchos de los jefes que pelearon en la Revolución de las Lanzas, como Máximo Santos y Lorenzo Latorre, que no era otra cosa que una dictadura instaurada con el pretexto de que las divisas tradicionales, con su clara y demostrada inmadurez a través de los años por medio de las guerras civiles, no debían conducir jamás al Uruguay, a pesar de que  estos jefes eran colorados. El Militarismo, sin embargo, no haría más que agravar y profundizar el proceso de polarización rural – urbana vivido en el Uruguay de entonces, que se expresaría en forma de desahogo final al terminar el ciclo ya no con lanzas, sables y boleadoras, sino con las modernas armas existentes, como el fusil de retrocarga, que hicieron de las contiendas civiles de 1897 y 1904 las más sangrientas, así como las más decisivas, ya que significaron un verdadero quiebre en la historia de Uruguay.

## Veamos también
- Paz de Abril
- Partidos tradicionales de Uruguay
- Partido Constitucional (Uruguay)